# R254 (Russland)
Die R254 Irtysch ist eine Fernstraße in Russland, die teilweise in Kasachstan verläuft. Sie ist Teil der transkontinentalen Straßenverbindung von Moskau nach Wladiwostok und führt von Tscheljabinsk am Ural über Omsk (am namensgebenden Fluss Irtysch) nach Nowosibirsk. Etwa 150 Kilometer verlaufen über kasachisches Staatsgebiet. Sie ist Teil des AH6 im Asiatischen Fernstraßennetz sowie bis nach Kurgan auch Teil der Europastraße 30.
Die Straße erhielt die Nummer R254 im Jahr 2010. Zuvor trug sie die Nummer M51.

## Verlauf
0 km – Tscheljabinsk, Endpunkt der M5 (Transkontinentale), A310 (ehemals M36)
35 km – Miasskoje
Oblast Kurgan
92 km – Schtschutschje
125 km – Schumicha
170 km – Mischkino
205 km – Jurgamysch
284 km – Kurgan
319 km – Wargaschi
425 km – Makuschino
469 km – Petuchowo
KASACHSTAN, Gebiet Nordkasachstan
521 km – Mamljut
556 km – Petropawl
642 km – Bulajew
RUSSISCHE FÖDERATION, Oblast Omsk
680 km – Issilkul
722 km – Moskalenki
773 km – Marjanowka
816 km – Omsk, Abzweigung der A320 (ehemals M38)
(alte Trasse Omsk – Tschulym)
896 km – Gorkowskoje
935 km – Nischnjaja Omka
Oblast Nowosibirsk
969 km – Jelanka
997 km – Ust-Tarka
1068 km – Wengerowo
1107 km – Pokrowka
1190 km – Kuibyschew
1224 km – Ossinowo
1293 km – Ubinskoje
1352 km – Kargat
1392 km – Tschulym
1475 km – Kotschenjowo
1532 km – Nowosibirsk, Ausgangspunkt der R255 (Transkontinentale, ehemals M53) und der R256 (ehemals M52)

## Transsibirien-Highway
Die Fernstraße R254 ist Teil des nicht offiziellen Straßennamens Transsibirien-Highway von St. Petersburg nach Wladiwostok.